# Мехмед Нешри
Мехмед Нешри е първият значим представител на османската историография и по-специално на оформящата се ранна такава от края на 15 и началото на 16 век до управлението на Сюлейман Великолепни. В този смисъл е много ценен извор за събитията от преди създаването на османските архиви.
Познат е в българската историография с произведението си "Огледало на света". Свързан е с Бурса, където по всяка вероятност е пребивавал, и с ранноосманската историографска традиция. 